# ゲーブルトップ

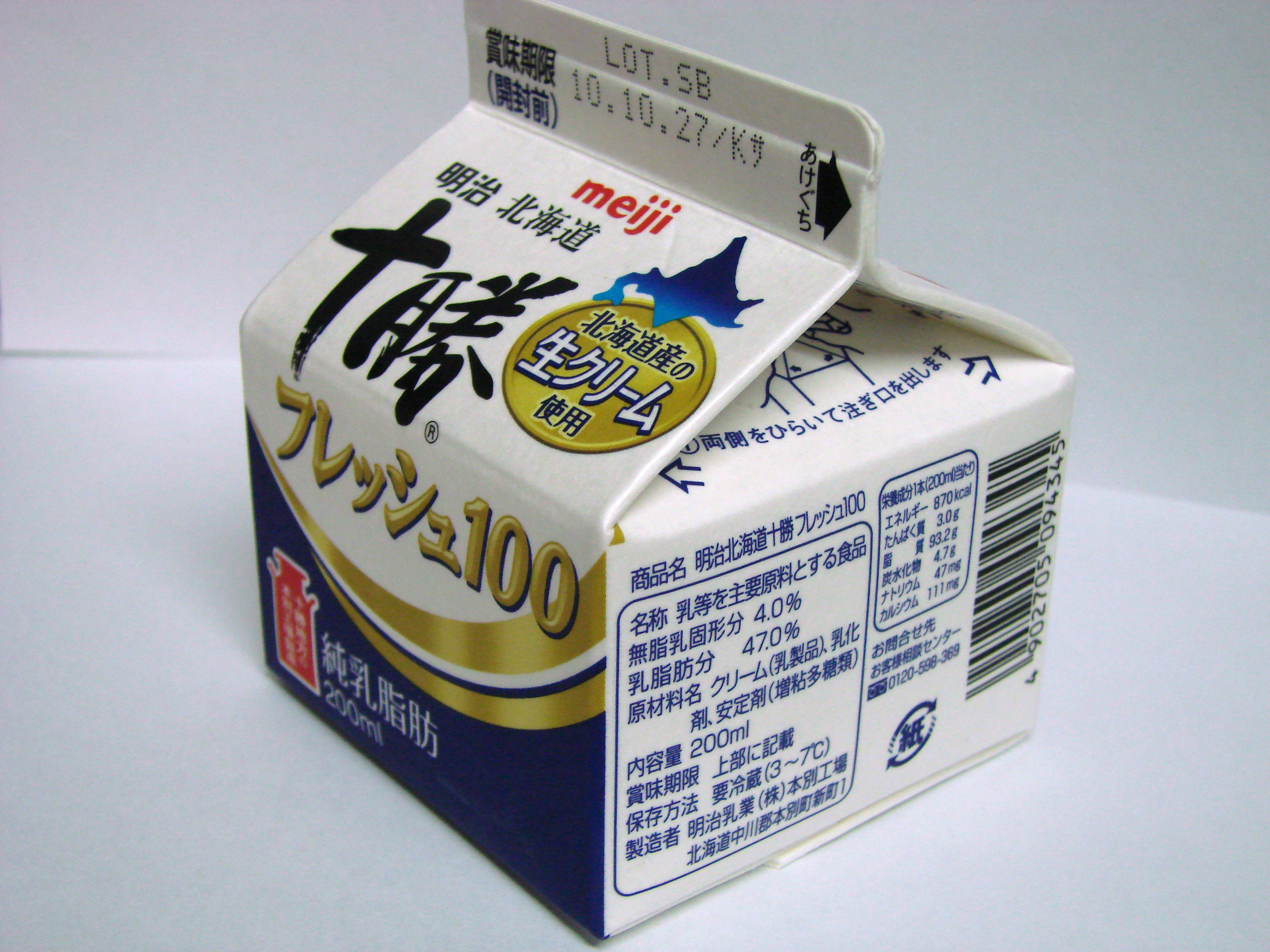
ゲーブルトップ

ゲーブルトップ（英: gable top）とは、頂点が切妻屋根(gable roof)型に加工された箱型紙容器のこと。ミルクカートン（紙パック）に多く利用される。
1915年にアメリカのジョン・ヴァン・ウォーマーによって発明された包装形式で、後年に耐水性などが改良され、搬送性に優れた包装として主に飲料の包装に普及した。
発表当初は「ピュアパック」 (PurePack) と称されていたが、登録商標であることから、容器の形状を現す語句としては代わりに「ゲーブルトップ」が使われている。ピュアパックに関する権利はノルウェーのエロパック (EloPak) 社が保持しており、同社の無菌充填包装技術に関する商標となっている。日本の商標登録番号は、第0469288号、第1519012号並びに第1605876号・77号である。